# Manlio Rocchetti
Manlio Rocchetti (Roma, 28 de novembro 1943 — Tequesta, 10 de janeiro de 2017) é um maquiador italiano. Venceu o Oscar de melhor maquiagem e penteados na edição de 1990 por Driving Miss Daisy, ao lado de Kevin Haney e Lynn Barber.